# Punta Nava
Punta Nava är en udde i Argentina.   Den ligger i provinsen Santa Cruz, i den södra delen av landet, 1 500 km sydväst om huvudstaden Buenos Aires.
Terrängen inåt land är platt. Havet är nära Punta Nava norrut. Trakten runt Punta Nava är nära nog obefolkad, med mindre än två invånare per kvadratkilometer.. Det finns inga samhällen i närheten. 